# La Croix-Blanche
La Croix-Blanche (okzitanisch: La Crotz Blanca) ist eine Gemeinde mit 1.081 Einwohnern (Stand: 1. Januar 2022) in Frankreich im Département Lot-et-Garonne in der Region Nouvelle-Aquitaine (vor 2016: Aquitanien). La Croix-Blanche gehört zum Arrondissement Agen und zum Kanton Le Pays de Serres. Die Einwohner werden Cruciblanchais genannt.

## Geografie
La Croix-Blanche liegt etwa 17 Kilometer nordöstlich von Agen. Im Gemeindegebiet entspringt der Bach Ségone, an der Westgrenze verläuft der Bourbon und im Osten die Masse d’Agen. Umgeben wird La Croix-Blanche von den Nachbargemeinden Castella im Norden, Monbalen im Nordosten, Laroque-Timbaut im Osten, Bajamont im Süden sowie Foulayronnes im Westen und Südwesten.

## Bevölkerungsentwicklung
| 1962                       | 1968 | 1975 | 1982 | 1990 | 1999 | 2006 | 2018 |
| -------------------------- | ---- | ---- | ---- | ---- | ---- | ---- | ---- |
| 409                        | 379  | 466  | 635  | 714  | 746  | 803  | 1071 |
| Quellen: Cassini und INSEE |      |      |      |      |      |      |      |

## Sehenswürdigkeiten
- Kirche Saint-Caprais aus dem 12. Jahrhundert
- Donjon von Fauguerolles

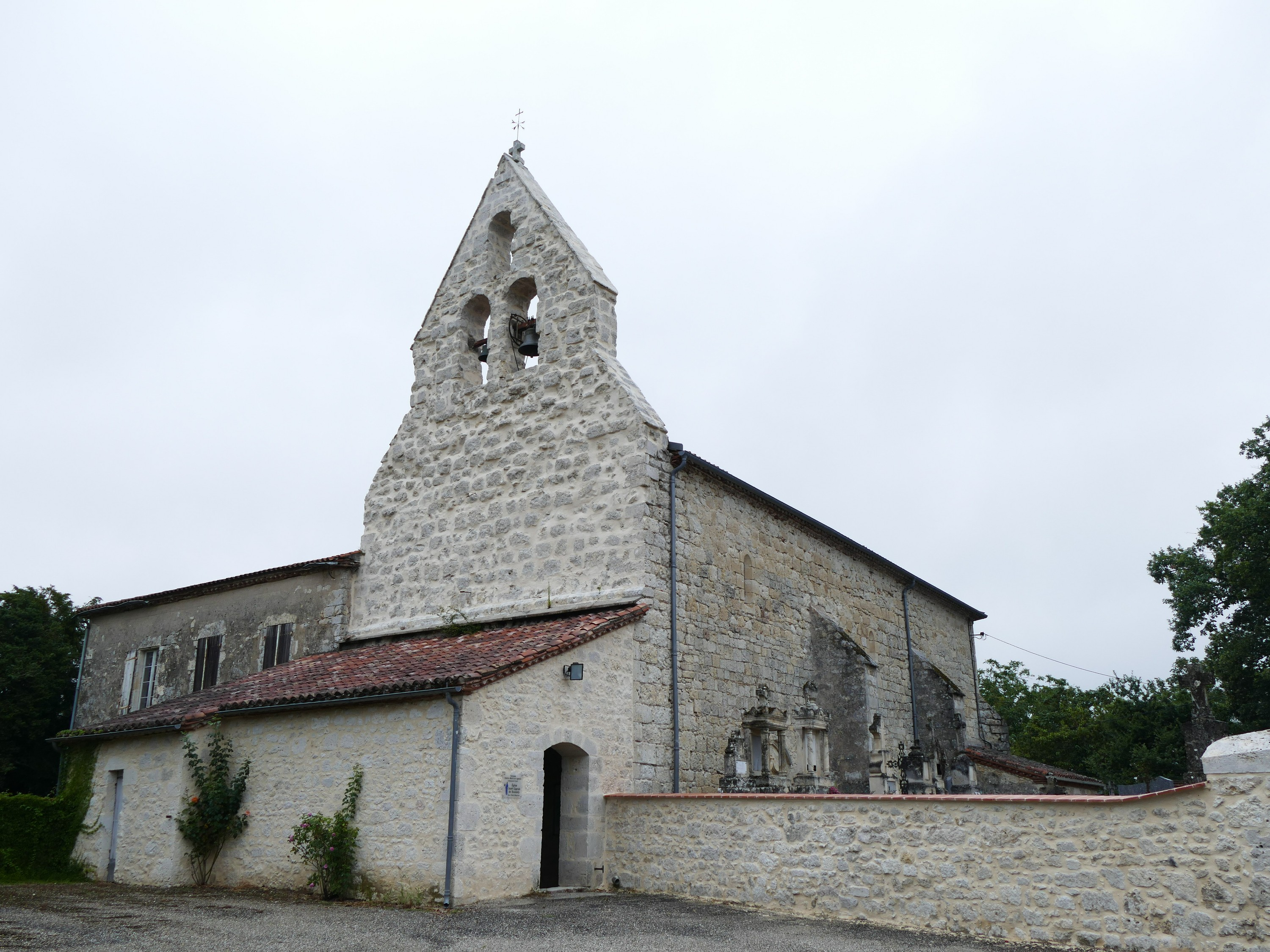
Kirche Saint-Caprais
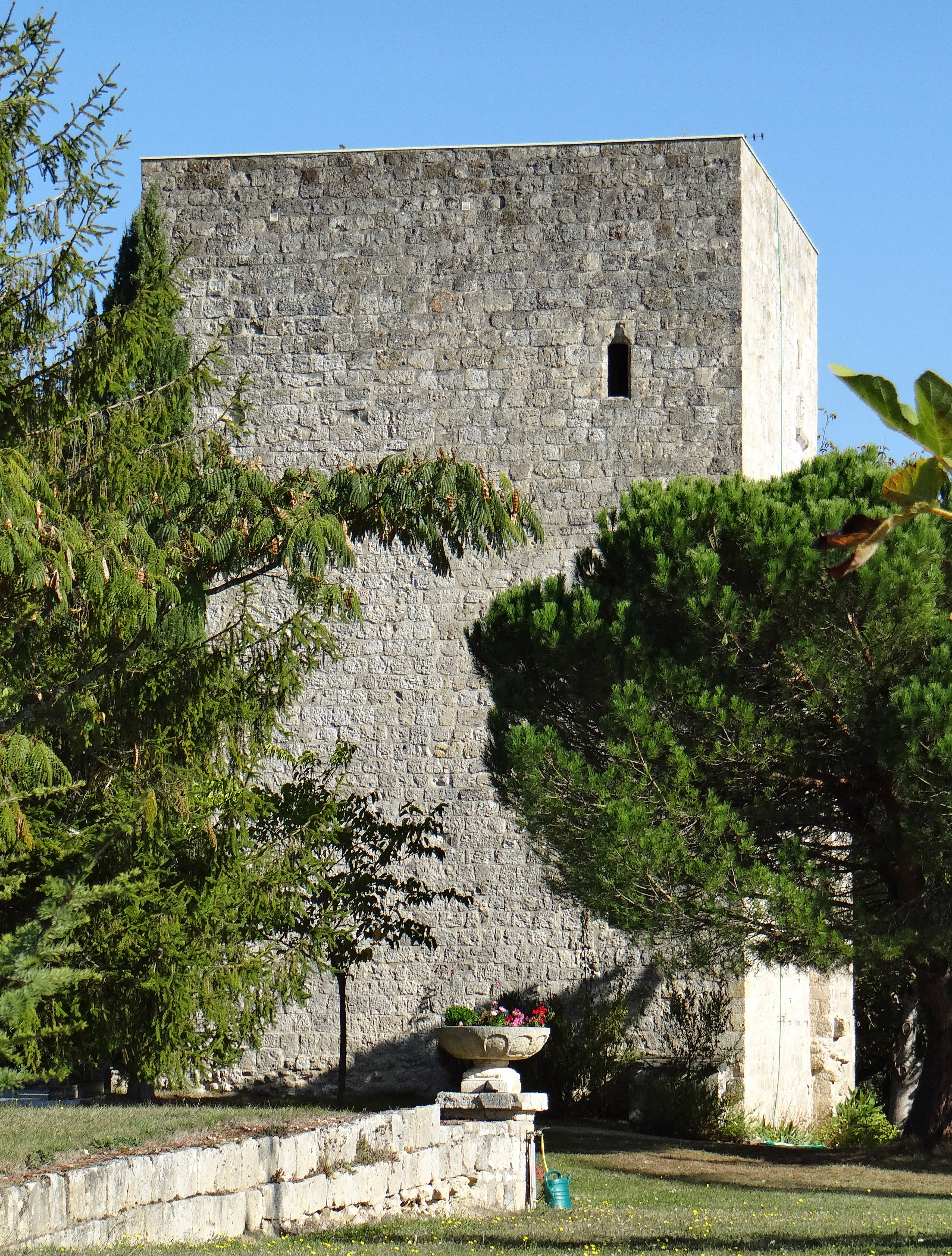
Donjon von Fauguerolles